# Florian Grzechowiak
Florian Grzechowiak (Bottrop, 7 giugno 1914 – Poznań, 24 luglio 1972) è stato un cestista e allenatore di pallacanestro polacco.

## Carriera
Ha disputato con la Polonia le Olimpiadi di Berlino 1936, giocando cinque partite.

## Palmarès

### Giocatore
- Campionato polacco: 2

Lech Poznań: 1948-49, 1950-51